# Krav (istype)
 For alternative betydninger, se Krav. (Se også artikler, som begynder med Krav)
Krav er små millimeterstore iskrystaller, som flyder frit i vand. Krav dannes i åbent, underkølet vand med temperatur på under 0 grader Celsius, som holdes i bevægelse, eksempelvis rindende vandløb eller vand i havet eller store søer, som holdes i bevægelse af bølger.
Etymologisk er ordet beslægtet med det oldnordiske krap/krapi, der betegner halvopløst is eller sne.